# 老鼠記者

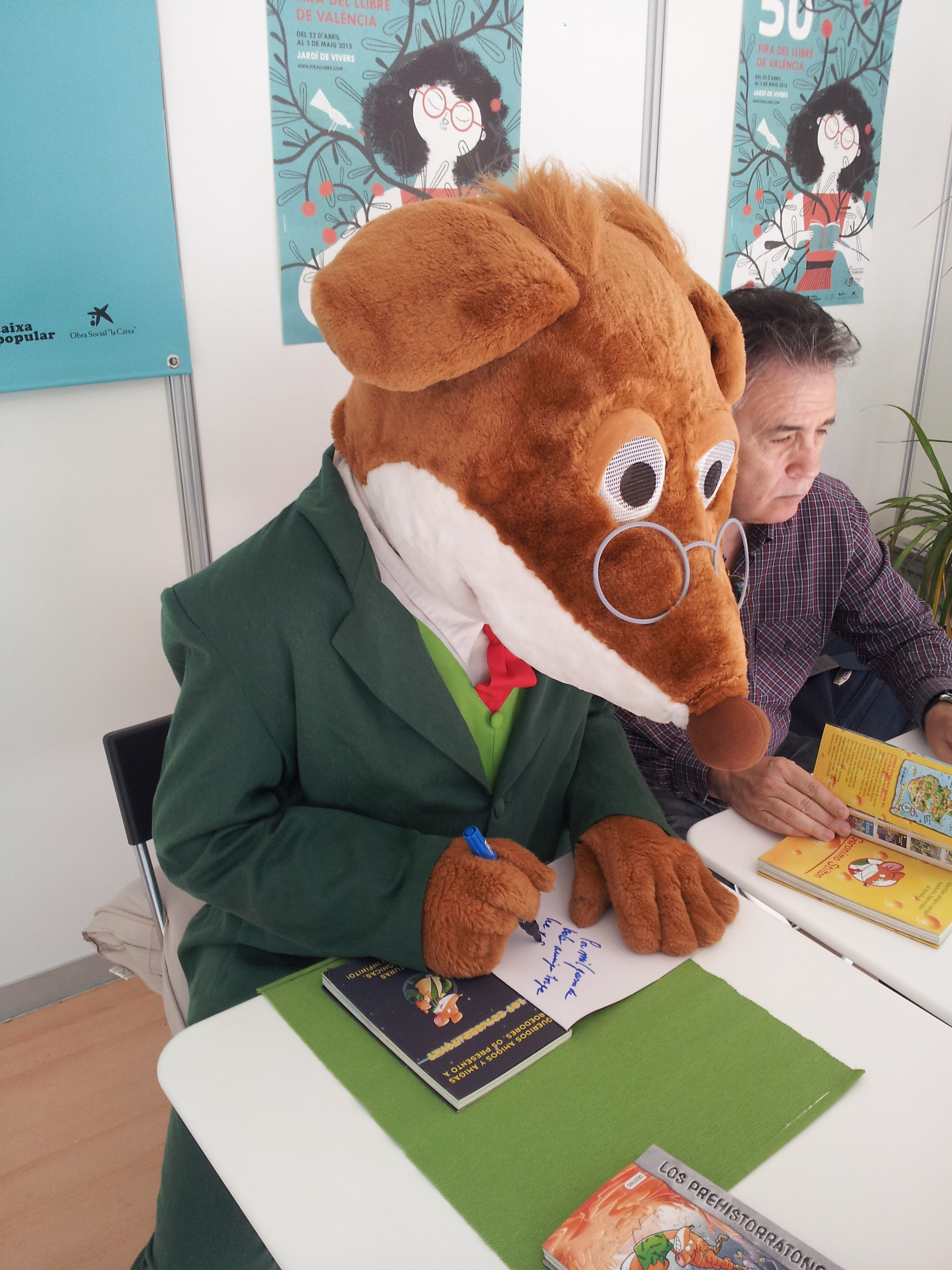
主角杰罗尼摩·斯蒂頓（Geronimo Stilton）

《老鼠記者》是一本以老鼠視角描繪人世間百態的小說。書中聲稱作者是Geronimo Stilton，譯名為杰罗尼摩·斯蒂顿（普通話版）或謝利連摩·史提頓（廣東話版）；，這個名字也是書中一隻主角老鼠的名字，事實上原作者是伊莉莎伯·達米。它是繼《神探伽利略》後，最受歡迎的懸疑幽默推理小說，在意大利出版後立刻成為該國暢銷書榜首，銷量已突破1.8億冊，在意大利已出版之《老鼠記者》系列圖書己有128冊 。全球各大出版商已向意大利出版社搶購文版權，安排全球出版及發行。香港新雅文化事業有限公司已獲得授權出版中文繁體及中文簡體版《老鼠記者》系列。

## 系列背景
謝利連摩·史提頓（杰罗尼摩·斯蒂顿）是一隻居於老鼠島妙鼠城的報商及作家鼠，於該市經營《鼠民公報》。《老鼠記者》系列即以謝利連摩為第一人稱來描述他經歷過的冒險。該系列出版時也直接將作者標示為書中主角謝利連摩·史提頓，以營造出該角真實存在的趣味。

## 主要角色
| 人物            | 原文名稱         | 簡介 |
| 謝利連摩·史提頓 | Geronimo Stilton | 作品主角及第一人稱敘述者，《鼠民公報》的經營者兼記者。他學識豐富且工作勤奮，但容易害羞、膽怯。儘管不喜愛冒險及旅行，卻經常被捲入奇怪的事件而被迫為之。在事件結束後，他怎會把冒險的經歷紀錄下來並與讀者分享。 |
| 菲              | Thea Stilton     | 謝利連摩的妹妹《鼠民公報》，的特派記者。個性與謝利連摩剛剛好相反，她熱情大方且交友廣闊，喜愛運動及冒險。 |
| 賴皮            | Trap Stilton     | 謝利連摩·史提頓的表弟，總是愛吹牛、賴皮又喜好吃東西。 |
| 班哲文          | Benjamin Stilton | 謝利連摩最疼愛的姪子，是個聰明伶俐的小幫手。 |

## 系列（小說版漫畫版）

### 香港正體中文小說版
1. 預言鼠的神秘手稿
2. 古堡鬼鼠
3. 神勇鼠智勝海盜貓
4. 我為鼠狂
5. 蒙娜麗鼠事件
6. 綠寶石眼之謎
7. 鼠膽神威
8. 猛鬼貓城堡
9. 地鐵幽靈貓
10. 喜馬拉雅山雪怪
11. 奪面雙鼠
12. 乳酪金字塔的魔咒
13. 雪地狂野之旅
14. 奪寶奇鼠
15. 逢凶化吉的假期
16. 老鼠也瘋狂
17. 開心鼠歡樂假期
18. 吝嗇鼠城堡
19. 瘋鼠大挑戰
20. 黑暗鼠家族的祕密
21. 鬼島探寶
22. 失落的紅寶之火
23. 萬聖節狂嘩
24. 玩轉瘋鼠馬拉松
25. 好心鼠的快樂聖誕
26. 尋找失落的史提頓
27. 紳士鼠的野蠻表弟
28. 牛仔鼠勇闖西部
29. 足球鼠瘋狂冠軍盃
30. 狂鼠報業大戰
31. 單身鼠尋愛大冒險
32. 十億元六合鼠彩票
33. 環保鼠闖澳洲
34. 迷失的骨頭谷
35. 沙漠壯鼠訓練營
36. 怪味火山的秘密
37. 當害羞鼠遇上黑暗鼠
38. 小丑鼠搞鬼神秘公園
39. 滑雪鼠的非常聖誕
40. 甜蜜鼠至愛情人節
41. 歌唱鼠追蹤海盜車
42. 金牌鼠贏盡奧運會
43. 超級十鼠勇闖瘋鼠谷
44. 下水道巨鼠臭味奇聞
45. 文化鼠巧取空手道
46. 藍色鼠詭計打造黃金城
47. 陰險鼠的幽靈計劃
48. 英雄鼠揚威大瀑布
49. 生態鼠拯救大白鯨
50. 重返吝嗇鼠城堡
51. 無名木乃伊
52. 工作狂鼠聖誕大變身
53. 特工鼠零零K
54. 甜品鼠偷畫大追蹤
55. 湖水消失之謎
56. 超級鼠改造計劃
57. 特工鼠智勝魅影鼠
58. 成就非凡鼠家族
59. 運動鼠挑戰單車賽
60. 貓島秘密來信
61. 活力鼠智救「海之瞳」
62. 黑暗鼠恐怖事件簿
63. 黑暗鼠黑夜呼救
64. 海盜貓暗偷鼠神像
65. 探險鼠黑山尋寶
66. 水晶貢多拉的奧秘
67. 貓島電視劇風波
68. 三武士城堡的秘密
69. 文化鼠減肥計劃
70. 新聞鼠真假大戰
71. 海盜貓遠征尋寶記
72. 偵探鼠巧揭大騙局
73. 貓島冷笑話風波
74. 英雄鼠太空秘密行動
75. 旅行鼠聖誕大追蹤
76. 匪鼠貓怪大揭密
77. 貓島變金子「魔法」
78. 吝嗇鼠的城堡酒店
79. 探險鼠獨闖巴西
80. 度假鼠的旅行日記
81. 尋找「紅鷹」之旅
82. 乳酪珍寶失竊案
83. 謝利連摩流浪記
84. 竹林拯救隊
85. 超級廚王爭霸賽
86. 追擊網絡黑客
87. 足球隊不敗之謎
88. 英倫魔術事件簿
89. 蜜糖陷阱
90. 難忘的生日風波
91. 鼠民抗疫英雄
92. 達文西的袐密
93. 寶石爭奪戰
94. 追蹤電影大盜
95. 黃金隱形戰車
96. 守護幸福山林
97. 聖誕精靈總動員
98. 復活島尋寶記
99. 荒島求生大考驗
100. (珍藏版)謝利連摩和好友的歡樂時光
101. 怪盜反轉垃圾場
102. 100把神秘鑰匙
103. 絕密美味秘方
104. 追尋黃金小說

```
108.世界薄餅冠軍
```

### 香港正體中文漫畫版
1. 發現美洲大陸
2. 獅身人面像之謎
3. 古羅馬鬥獸場的大騙局
4. 馬可·孛羅遊記「謎」失中國
5. 遇上了冰川巨獸
6. 綁架達文西
7. 恐龍在行動
8. 運動鼠拯救奧運會

### 香港正體中文超鼠奇俠系列小說版
1. 奇鼠城的衞士
2. 怪物入侵
3. 昆蟲來襲
4. 真假超鼠奇俠
5. 博物館大戰
6. 奇鼠城的叛徒
7. 喜馬拉雅之謎
8. 雨中大戰變形怪
9. 大戰超強流氓鼠
10. 聯盟對抗時尚鼠
11. 忍者的復仇計劃

### 香港正體中文奇鼠歷險記小說版（附神奇香味）
1. 漫遊夢想國
2. 追尋幸福之旅
3. 尋找失蹤的皇后
4. 龍族的騎士
5. 仙女歌雅不見了
6. 深海水晶騎士
7. 追尋夢想國珍寶
8. 女巫的時間魔咒
9. 水晶宮的魔法寶物
10. 勇戰飛天大盜
11. 光明守護者傳說
12. 巨龍潭傳說
13. 大長篇：勇士回歸（最終章）
14. 大長篇2：失落的魔戒

注：歷險記書中不同集數有不同數量的氣味（大長篇只有兩集）

### 紛絲日記
1. 一生人的挫折1
2. 一生人的挫折2

### 穿越時空鼠
1. 穿越侏羅紀
2. 阿瑟王傳説之迷
3. 傳奇的太陽王
4. 勇闖冰河世紀

### 香港英文學習系列書《Geronimo Stilton English》
1. Numbers and Colours 數字和顏色
2. At School 上學去
3. My Body 我的身體
4. How old Are You? 你幾歲了？
5. My Clothes 我的衣服
6. Let's Keep Fit! 一起來健身！
7. Let's go to the Beach! 到沙灘去！
8. Around the World 環遊世界
9. What Time is it? 現在幾點了？
10. Welcome to my home! 歡迎來我家！
11. The Days of the week 星期
12. My Family 我的家人
13. What is the weather like? 天氣怎麼樣？
14. Together at the Park 一起去公園
15. Months and Seasons 月份和季節
16. Let's go to Farm! 到農場去！
17. What's your job? 你的工作是甚麼？
18. Let's go to the Mountains! 到山上去！
19. Let's Cook! 入廚樂！
20. I Feel Sick! 我生病了！
21. Free Time 課餘時間
22. A Fun Day 好玩的一天
23. My City 我居住的城市
24. At The Airport 在機場裏
25. At The Harbour 海港遊
26. On Holiday 去度假
27. Moving Around 我喜歡到處去
28. High-Tech 日新月異的科技

## 俏鼠記者系列
《俏鼠记者》是《老鼠记者》的一个分系列，以傑羅尼摩的妹妹菲為主軸，首部作品《The Dragon's Code (Il codice del drago)》於2005年在義大利出版。故事中，菲應校長之邀，回母校Mouseford Academy擔任客座教授，五名女孩科萊特（Colette）、寶琳娜（Paulina）、薇歐萊特（Violet）、尼基（Nicky）以及帕梅拉（Pamela）則是她的得意門生。她們來自不同国家，其性格爱好也各异，但共同点是都对新事物抱有好奇与热忱，并且愿意挑战自我。出于对菲的崇敬，五个女孩成立了一个小队，并将其命名为『俏鼠菲姐妹』（Thea Sisters）。該系列即由菲為第一人稱視角，紀錄下五名女孩的冒險經歷。

### 角色
| 人物     | 原文名稱     | 簡介                                                                                                   |
| 菲       | Thea Stilton | 見老鼠記者#主要角色                                                                                    |
| 妮基     | Nicky        | 來自澳大利亞，精力充沛且勇敢。擅長運動並喜愛生態和自然，並希望成為一名生態學家。                       |
| 柯萊特   | Colette      | 來自法國，是團隊中時髦的代表，經常花時間在穿著打扮上。立志從事新聞事業（時尚新聞）。                   |
| 薇歐萊特 | Violet       | 來自中國，她的個性文靜、敏感，同時知識十分淵博，並熟悉許多東方諺語。她希望成為一名小提琴家。           |
| 寶琳娜   | Paulina      | 來自秘魯，擅長電腦相關的事物。儘管性格有點害羞，但她十分熱愛旅行。                                     |
| 帕梅拉   | Pamela       | 她的家人來自非洲坦尚尼亞，但她在紐約長大。性格幽默、奔放。她的專長是機械相關事物、同時也喜好品嚐美食。 |

## 獲獎列表
- 2000年：Cenacolo Award for Publishing and Innovation
- 2001年：安徒生獎
- 2002年：My First Internet Manual - Children's eBook Award

## 其他媒體
- 《老鼠記者》（2009-2017），電視動畫

## 外部連結
- 老鼠記者官方網站 （页面存档备份，存于）